# ستيف شارنوفيتز
ستيف شارنوفيتز (بالإنجليزية: Steve Charnovitz)‏ (مواليد عام 1953) عالم في القانون الدولي العام، عاش في الولايات المتحدة. عمل في كلية القانون في جامعة جورج واشنطن في واشنطن العاصمة، واشتهر بكتاباته على الروابط بين التجارة والبيئة وحقوق التجارة والعمال.